# Стенчешть-Ларга
Стенчешть-Ларга, Стенчешті-Ларга (рум. Stăncești-Larga) — село у повіті Горж в Румунії. Входить до складу комуни Мушетешть.
Село розташоване на відстані 221 км на північний захід від Бухареста, 22 км на північний схід від Тиргу-Жіу, 97 км на північ від Крайови.

## Населення
За даними перепису населення 2002 року у селі проживали 259 осіб, усі — румуни. Усі жителі села рідною мовою назвали румунську.